# 高畑パーキングエリア
高畑パーキングエリア（たかはたパーキングエリア）は、長崎県佐世保市針尾東町の西彼杵道路（西海パールライン有料道路）上にあるパーキングエリア。売店については、営業不振によりいったん中止されていたが、2008年（平成20年）7月20日に営業再開している。

## 道路
- 西彼杵道路（西海パールライン有料道路）

## 施設

### 江上・ハウステンボス・佐世保方面

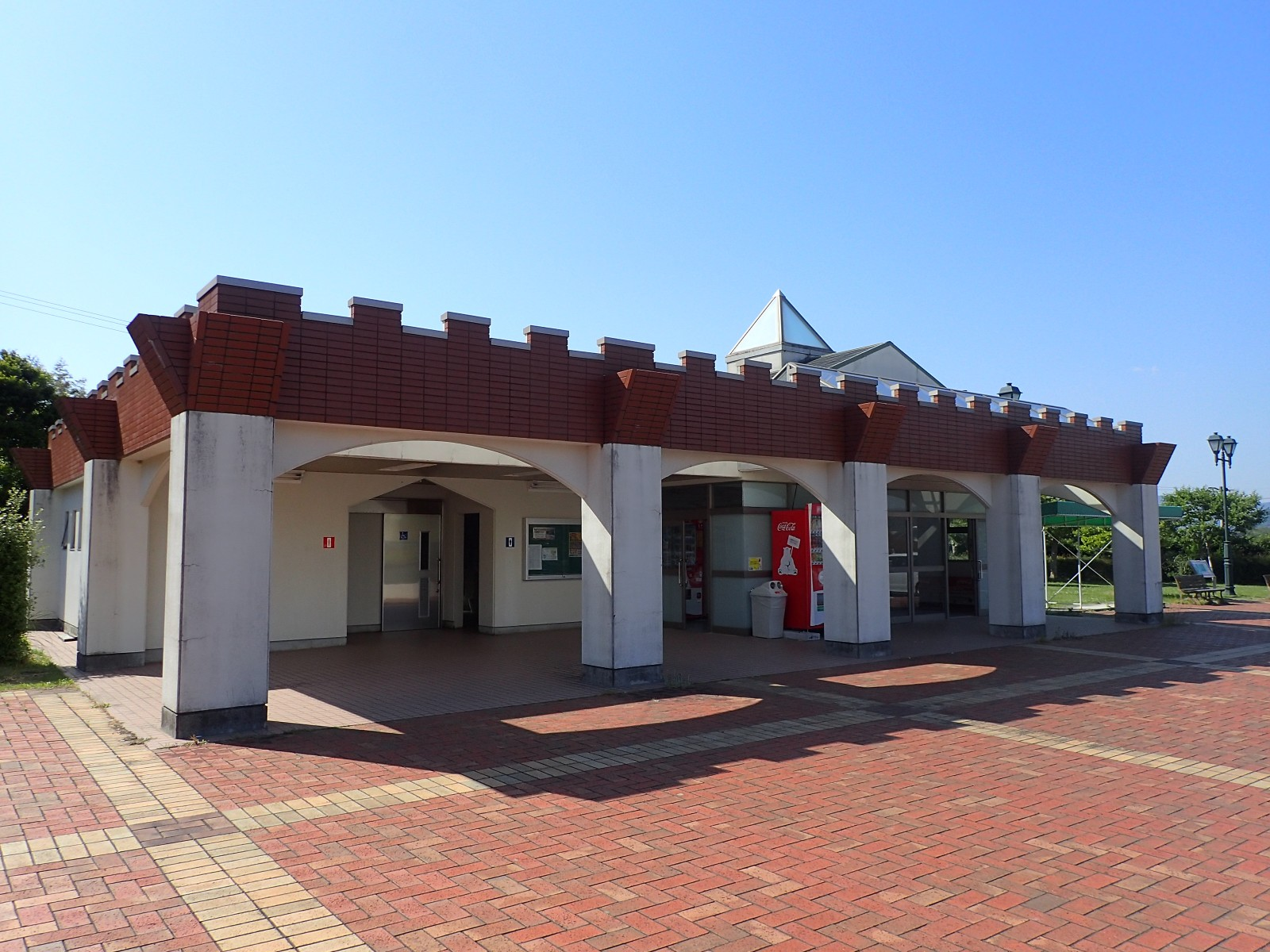
高畑パーキングエリア（佐世保方面）

- 駐車場
  - 大型7台
  - 小型18台
- 売店･軽食（9:30 - 18:30）
- 自動販売機
- お手洗い

### 小迎・西海・長崎方面
- 駐車場
  - 大型7台
  - 小型19台
- 売店･軽食（10:00 - 17:00）
- 自動販売機
- お手洗い

## 隣
西彼杵道路（西海パールライン有料道路）
江上IC - 高畑PA - 針尾IC